# Antonio Pradas
Antonio Pradas Torres, né le 17 février 1963, est un homme politique espagnol membre du Parti socialiste ouvrier espagnol (PSOE).
Il est élu député de la circonscription de Séville lors des élections générales de novembre 2011.

## Biographie

### Vie privée
Antonio Pradas nait le 17 février 1963 dans la commune andalouse de El Rubio. Il est marié et père d'un fils.

### Formation et profession
Il est titulaire d'une licence en droit et spécialisé en droit public. Il exerce brièvement comme assesseur juridique à l'agence de développement local de la commune d'Estepona puis en tant que chef de cabinet du président de la députation provinciale de Séville.

### Activités politiques
Son engagement politique débute dans les années 1990 lorsqu'il devient en 1995 maire de El Rubio, son village natal, et succède à Rafael Belloso. Il occupe les fonctions de maire jusqu'en 2004 lorsque Juan Bautista Caraver lui succède.
Le 20 novembre 2011, il est élu député pour la circonscription de Séville au Congrès des députés lors des élections générales et réélu lors des scrutins de 2015 et de 2016. À la suite des élections de 2015, il est élu président de la commission des Finances et de la Fonction publique. Il conserve ses fonctions après les élections de 2016.
Le 17 juillet 2014, il intègre la direction fédérale du PSOE dirigée par Pedro Sánchez en tant que secrétaire à la Politique fédérale ; prenant la suite d'Antonio Hernando. Il démissionne cependant de ses fonctions le 28 septembre 2016 avec seize autres membres de la direction pour forcer la démission du secrétaire général. Patxi López lui succède dans ses responsabilités organiques à la suite du 39e congrès fédéral du PSOE.
En outre, il est membre de la direction de la fédération andalouse du PSOE. Dans l'optique des élections générales anticipées d'avril 2019, il recueille la majorité des voix des assemblées socialistes et conserve sa tête de liste dans la circonscription de Séville. Cependant, étant proche de Susana Díaz, la direction nationale du parti lui préfère la ministre des Finances María Jesús Montero et son nom est descendu à la sixième position de la liste au profit d'Alfonso Rodríguez Gómez de Celis car c'est lui qui avait apporté au siège du parti les lettres de démission ayant conduit à la chute de Sánchez en octobre 2016,,. En juillet suivant, il intègre le conseil d'administration de la chaine publique régionale Radio y Televisión de Andalucía, sur proposition du groupe socialiste au Parlement de la communauté autonome.